# MusicBrainz
A MusicBrainz (MusicBrainz.org) egy nyílt tartalmú zenei enciklopédia létrehozására irányuló projekt. 
Ez egy zenékről információkat tartalmazó online adatbázis, nem pedig zenéket tartalmazó adatbázis. A freedb projekthez hasonlóan, ez is a CDDB-n bevezetett korlátozásra válaszként született meg. Azóta a MusicBrainz nagyobb célokat tűzött maga elé, mint egy egyszerű CD-metaadatbázis létrehozása.
A MusicBrainz adatokat tárol a zenészekről, a műveikről, és az ezek közti kapcsolatokról. A zeneművekről minden esetben összegyűjti az album címét, a számok címeit, és az egyes számok hosszúságát. Ezeket az adatokat központi, formai és egyéb irányelvek szerint tartják karban. Opcionálisan tárolható az egyes albumok kiadási dátuma és helye, a CD disc ID azonosítója, az egyes számok akusztikus ujjlenyomata, és tetszőleges megjegyzések. 2006 szeptemberére a MusicBrainz adatbázisa 266 000 előadót, 426 000 albumot és mintegy 5,1 millió zeneszámot tartalmazott.
A MusicBrainz RDF/XML segítségével írja le a zenei metaadatokat, amik automatikus feldolgozás céljából HTTP GET és POST kérésekkel lekérdezhetők a REST hipermédia-rendszerarchitektúrának megfelelően.
A végfelhasználók részére elérhető egy kliensprogram, ami a MusicBrainz adatbázisát felhasználva taggeli a digitális médiafájlokat, azaz MP3, Ogg és AAC formátumú zenéiket.
A MusicBrainz eredetileg a Relatable cég szabadalmaztatott TRM technológiáját használta az akusztikus ujjlenyomat-alapú azonosításra. A MusicBrainzbe felhasználták a Relatable TRM szerver binárisan terjesztett változatát, aminek a forráskódja nem nyilvános. A MusicBrainz kliens szoftverkönyvtára, a TunePimp GNU Lesser General Public License alatt érhető el, ami lehetővé teszi nem nyilvános forrású szoftvertermékekben való felhasználását.
2005-re nyilvánvaló lett, hogy a Relatable megoldása nem jól skálázható, az adatbázisban lévő több millió zeneszám túlmutat a lehetőségein, ezért megkezdődött az alternatíva keresése.
2006. május 12-én Robert Kaye a projekt hivatalos blogján bejelentette a MusicBrainz és a MusicIP közti egyezséget. Ennek a keretében a MusicBrainz használhatja a MusicIP MusicDNS szolgáltatását az akusztikus ujjlenyomatok előállítására (PUID). Hat hónapos átmeneti időszak után az eddigi TRM ujjlenyomatok törlődni fognak a rendszerből, és a MusicBrainz tisztán PUID-alapokra helyeződik.
A MusicBrainz adatbázis főbb adatai (előadók, számok, albumok stb.) közkincsnek számítanak, míg a többi tartalom, beleértve a moderálási információkat az Open Audio License alá tartozik (ami egy a Creative Commons licencek közül). A szerveren futó szoftver GPL licencű.
2004 decemberében a MusicBrainz projekt feletti irányítást a nonprofit MetaBrainz Foundation-nek adta át a projekt létrehozója, Robert Kaye.
2006. január 20-án jelentették be a MusicBrainz adatbázis első kereskedelmi célú felhasználását – a Barcelonában székelő Linkara használja a Linkara Música szolgáltatásban.
2010. február óta az AcoustID zenei ujjlenyomatokat használja a MusicBrainz, ami a MusicBrainz-hez hasonlóan ingyenes. Az AcoustID szolgáltatás a Chromaprint algoritmuson alapszik, és a zeneszámokat teljes egészében tudja felismerni, nem darabokban, mint pl. a Shazam. 2013 óta a Chromaprint (AcoustID) ujjlenyomatok a kizárólagosan elfogadottak a MusicBrainz rendszerében.

## Szoftverek
- TunePimp – kliens kódkönyvtár (elavult)
- iEatBrainz – Mac OS X kliens (elavult)
- MusicBrainz Picard – keresztplatformos kliens, AcoustID támogatással
- Amarok – Linux/KDE zenelejátszó